# 路易斯·希爾
路易斯·安赫爾·希爾（西班牙語：Luis Ángel Gil，/xil/；1998年6月3日—）是一名多明尼加職業棒球投手，目前效力於美國職棒大聯盟的紐約洋基。他於2021年首次登上大聯盟。

## 職業生涯

### 小聯盟
希爾於2015年以國際自由球員身份與明尼蘇達雙城隊簽約，獲得9萬美元的簽約獎金 。他在同年在多明尼加夏季聯盟的雙城隊展開了職業生涯，投出了23+1⁄3局，取得了1勝2敗的成績，防禦率為4.63。在2016年沒有投球後，他於2017年重返多明尼加夏季聯盟雙城隊，共先發了14場比賽，取得了0勝2敗的成績，防禦率為2.59。
2018年3月16日，雙城隊將希爾交易至紐約洋基，換來傑克·凱夫。他在該賽季效力於普拉斯基洋基隊和史泰登島洋基隊，共先發了12場比賽，取得了2勝3敗的成績，防禦率為1.96，並在46局內奪得了68次三振。他於2019年起始於查爾斯頓河狗隊，並在7月晉升至坦帕塔頓隊。在兩支球隊的20場比賽中，吉爾取得了5勝5敗的成績，防禦率為2.72，在96局內奪得了123次三振。

### 紐約洋基
2021年8月3日，洋基隊將希爾升至大聯盟，他在對陣巴爾的摩金鶯的比賽中首次亮相。他投了六局，只被打四支安打，奪得了六次三振，贏得了比賽。希爾的職業生涯以15+2⁄3局的無失分開始，是自1961年以來洋基隊任何投手的最高記錄，也是大聯盟史上第一位在生涯前三場登板投球的比賽中保持無失分的投手。
洋基隊在2024年球季初將希爾列入他們的先發輪值，這是在主力投手格里特·柯爾在春訓期間受傷之後的決定。5月18日，希爾對陣芝加哥白襪奪得了14次三振，打破了奧蘭多·埃爾南德斯（Orlando Hernández）保持的紀錄（13），成為洋基隊新秀中最多三振的投手。值得一提的是，埃爾南德斯巧合地投出了該場比賽的第一球 。吉爾在五月所有六場比賽中取得勝利，獲得了他的首個美國聯盟月度最佳投手獎，他在38+⅔局中只被擊出14支安打，保持防禦率僅為0.70，並且取得了44次三振。

## 外部連結
- 路易斯·希爾在美國職棒（英语）
- 路易斯·希爾在Baseball-Reference.com（大聯盟）（英语）
- 路易斯·希爾在Baseball-Reference.com（小聯盟以及海外聯盟）（英语）
- 路易斯·希爾在ESPN（MLB）（英语）
- 路易斯·希爾在FanGraphs.com（英语）